# Shao Ziqin
Shao Ziqin  (chinesisch 邵子琴, Pinyin Shào Zi Qīn; * 24. Februar 2003) ist eine chinesische Fußballspielerin.

## Karriere

### Vereine
Aus der Jugendmannschaft des Jiangsu LFC hervorgegangen, rückte Shao zur Spielzeit 2022 in die erste Mannschaft auf und kam an den ersten zehn Spieltagen der Chinese Women’s Super League, der höchsten Spielklasse im chinesischen Frauenfußball, zu Punktspielen. Ihr Debüt im Seniorinnenbereich gab sie mit Beginn der Spielzeit am 7. April 2022 beim 3:1-Sieg im Heimspiel gegen Sichuan Guancheng mit Einwechslung für Li Yuehua in der 83. Minute. Ihr erstes Tor als Seniorin erzielte sie am 13. April 2022 (4. Spieltag) beim 6:0-Sieg im Heimspiel gegen Henan Huishang mit dem Treffer zum 2:0 in der 50. Minute.

### Nationalmannschaft
Als Nationalspielerin für den CFA kam sie in der A-Nationalmannschaft das erste Mal am 20. Februar 2025 im Turnier um den in San Pedro del Pinatar ausgetragenen Pinatar-Cup zum Einsatz; das erste von drei Spielen endete 1:1 unentschieden gegen die Nationalmannschaft Kanadas. Im zweiten Spiel, zwei Tage später beim 4:0-Sieg über die Nationalmannschaft von Chinesisch Taipeh, erzielte sie mit dem Treffer zum 2:0 in der 39. Minute ihr erstes A-Länderspieltor.
Sie nahm ferner am Vier-Nationen-Turnier im eigenen Land teil und bestritt die beiden mit 5:0 und 5:1 gewonnenen Begegnungen mit den Nationalmannschaften Usbekistans und Thailands am 5. und 8. April 2025. Im ersten Spiel gelang ihr mit dem Treffer zum 2:0 in der 45. Minute ein Tor und im zweiten gleich drei Tore, die sie zum 1:0, 2:0 und 4:1 in der dritten, zwölften und 83. Minute erzielte.